# Stantonia elizabethae
Stantonia elizabethae är en stekelart som beskrevs av Van Achterberg 1987. Stantonia elizabethae ingår i släktet Stantonia och familjen bracksteklar. Inga underarter finns listade i Catalogue of Life.